# Ypsário
Ypsário är en bergstopp i Grekland.   Den ligger i prefekturen Nomós Kaválas och regionen Östra Makedonien och Thrakien, i den nordöstra delen av landet, 300 km norr om huvudstaden Aten. Toppen på Ypsário är 1 181 meter över havet. Ypsário ligger på ön Thassos.
Terrängen runt Ypsário är kuperad åt sydost, men åt nordväst är den bergig. Ypsário är den högsta punkten i trakten. Närmaste större samhälle är Thassos, 8,3 km norr om Ypsário. 